# Temporada 1953 de las Grandes Ligas de Béisbol
La Temporada 1953 de las Grandes Ligas de Béisbol fue disputada de abril a octubre, con 8 equipos tanto en la Liga Americana como en la Liga Nacional con cada equipo jugando un calendario de 154 partidos.
La temporada finalizó cuando New York Yankees derrotaron en la Serie Mundial a Brooklyn Dodgers en seis juegos. Marcó la primera reubicación de una franquicia de MLB en cincuenta años, cuando los Boston Braves trasladaron su franquicia a Milwaukee, donde jugarían sus partidos en casa en el nuevo Milwaukee County Stadium

## Premios y honores
- MVP
  - Al Rosen, Cleveland Indians (AL)
  - Roy Campanella, Brooklyn Dodgers (NL)
- Novato del año
  - Harvey Kuenn, Detroit Tigers (AL)
  - Jim Gilliam, Brooklyn Dodgers (NL)

## Temporada Regular
| Liga Americana         | Liga Americana | Liga Americana | Liga Americana | Liga Americana | Liga Americana | Liga Americana |
| Equipo                 | V              | D              | CTE            | JD             | LOCAL          | VISITA         |
| ---------------------- | -------------- | -------------- | -------------- | -------------- | -------------- | -------------- |
| New York Yankees       | 99             | 52             | .656           | -              | 50-27          | 49-25          |
| Cleveland Indians      | 92             | 62             | .597           | 8½             | 53-24          | 39-38          |
| Chicago White Sox      | 89             | 65             | .578           | 11½            | 41-36          | 48-29          |
| Boston Red Sox         | 84             | 69             | .549           | 16             | 38-38          | 46-31          |
| Washington Senators    | 76             | 76             | .500           | 23½            | 39-36          | 37-40          |
| Detroit Tigers         | 60             | 94             | .390           | 40½            | 30-47          | 30-47          |
| Philadelphia Athletics | 59             | 95             | .383           | 41½            | 27-50          | 32-45          |
| St. Louis Browns       | 54             | 100            | .351           | 46½            | 23-54          | 31-46          |

| Liga Nacional         | Liga Nacional | Liga Nacional | Liga Nacional | Liga Nacional | Liga Nacional | Liga Nacional | Liga Nacional |
| Equipo                | V             | D             | CTE           | JD            | LOCAL         | VISITA        |               |
| --------------------- | ------------- | ------------- | ------------- | ------------- | ------------- | ------------- | ------------- |
| Brooklyn Dodgers      | 105           | 49            | .682          | -             | 60-17         | 45-32         |               |
| Milwaukee Braves      | 92            | 62            | .597          | 13            | 45-31         | 47-31         |               |
| St. Louis Cardinals   | 83            | 71            | .53           | 22            | 48-30         | 35-41         |               |
| Philadelphia Phillies | 83            | 71            | .539          | 22            | 48-29         | 35-42         |               |
| New York Giants       | 70            | 84            | .45           | 35            | 38-39         | 32-45         |               |
| Cincinnati Reds       | 68            | 86            | .442          | 37            | 38-39         | 30-47         |               |
| Chicago Cubs          | 65            | 89            | .422          | 40            | 43-34         | 22-55         |               |
| Pittsburgh Pirates    | 50            | 104           | .325          | 55            | 26-51         | 24-53         |               |

## Postemporada
AL New York Yankees (4) vs. NL Brooklyn Dodgers (2)
|                                              |
| Campeón New York Yankees Décimo Sexto Título |

## Líderes de la liga

### Liga Americana
Líderes de Bateo 
| Categoría           | Jugador       | Equipo | Marca |
| ------------------- | ------------- | ------ | ----- |
| Porcentaje de bateo | Mickey Vernon | WSA    | .337  |
| Cuadrangulares      | Al Rosen      | CLE    | 43    |
| Carreras Impulsadas | Al Rosen      | CLE    | 145   |
| Carreras Anotadas   | Al Rosen      | CLE    | 115   |
| Hits                | Harvey Kuenn  | DET    | 209   |
| Robo de Bases       | Minnie Minoso | CHW    | 25    |

Líderes de Pitcheo 
| Categoría         | Jugador         | Equipo | Marca |
| ----------------- | --------------- | ------ | ----- |
| Victorias         | Bob Porterfield | WSA    | 22    |
| Derrotas          | Harry Byrd      | PHA    | 20    |
| ERA               | Eddie Lopat     | NYY    | 2.42  |
| Ponches           | Billy Pierce    | CHW    | 186   |
| Entradas Lanzadas | Bob Lemon       | CLE    | 286.2 |
| Juegos salvados   | Ellis Kinder    | BOS    | 27    |

### Liga Nacional
Líderes de Bateo 
| Categoría           | Jugador        | Equipo | Marca |
| ------------------- | -------------- | ------ | ----- |
| Porcentaje de bateo | Carl Furillo   | BRO    | .344  |
| Cuadrangulares      | Eddie Mathews  | MLN    | 47    |
| Carreras Impulsadas | Roy Campanella | BRO    | 142   |
| Carreras Anotadas   | Duke Snider    | BRO    | 132   |
| Hits                | Richie Ashburn | PHI    | 205   |
| Robo de Bases       | Bill Bruton    | MLN    | 26    |

Líderes de Pitcheo 
| Categoría         | Jugador                     | Equipo  | Marca |
| ----------------- | --------------------------- | ------- | ----- |
| Victorias         | Robin Roberts Warren Spahn  | PHI MLN | 23    |
| Derrotas          | Murry Dickson Warren Hacker | PIT CHC | 19    |
| ERA               | Warren Spahn                | MLN     | 2.10  |
| Ponches           | Robin Roberts               | PHI     | 198   |
| Entradas Lanzadas | Robin Roberts               | PHI     | 346.2 |
| Juegos salvados   | Al Brazle                   | STL     | 18    |